# Ancona Calcio 1988-1989
Questa voce raccoglie le informazioni riguardanti l'Ancona Calcio nelle competizioni ufficiali della stagione 1988-1989.

## Stagione
Nella stagione 1988-1989 l'Ancona è ancora affidata al tecnico Giancarlo Cadè e disputa il campionato di Serie B, ottenendo 35 punti ed il tredicesimo posto. Raccoglie 19 punti nel girone di andata alle spalle delle migliori, poi flette nel girone di ritorno, disputando comunque un torneo senza particolari assilli. Prima del campionato, nella Coppa Italia la squadra biancorossa sfiora l'accesso alle semifinali. Nel terzo girone della prima fase si piazza al terzo posto alle spalle di Pisa e Fiorentina, comunque promossa al secondo turno, poi nella seconda fase nel terzo girone vince ancora il raggruppamento con il Pisa, ma per differenza reti, non accede alle semifinali della manifestazione. Con 5 reti i migliori realizzatori della stagione marchigiani, sono la punta Oliviero Garlini preso a novembre dall'Atalanta, ed il difensore Stefano Brondi arrivato dal Bari.

## Rosa
| N. |                   | Ruolo | Calciatore           |
| -- | ----------------- | ----- | -------------------- |
|    | Italia (bandiera) | D     | Stefano Brondi       |
|    | Italia (bandiera) | D     | Andrea Bruniera      |
|    | Italia (bandiera) | A     | Sandro Cangini       |
|    | Italia (bandiera) | D     | Giampaolo Ceramicola |
|    | Italia (bandiera) | D     | Fabio Cucchi         |
|    | Italia (bandiera) | A     | Giuseppe De Martino  |
|    | Italia (bandiera) | D     | Giovanni Deogratias  |
|    | Italia (bandiera) | C     | Massimo De Stefanis  |
|    | Italia (bandiera) | C     | Dario Donà           |
|    | Italia (bandiera) | C     | Luca Evangelisti     |

| N. |                   | Ruolo | Calciatore           |
| -- | ----------------- | ----- | -------------------- |
|    | Italia (bandiera) | D     | Stefano Fontana      |
|    | Italia (bandiera) | C     | Massimo Gadda        |
|    | Italia (bandiera) | A     | Oliviero Garlini     |
|    | Italia (bandiera) | A     | Gianluigi Lentini    |
|    | Italia (bandiera) | C     | Daniele Marsan       |
|    | Italia (bandiera) | A     | Maurizio Neri        |
|    | Italia (bandiera) | P     | Graziano Piagnerelli |
|    | Italia (bandiera) | C     | Maurizio Spigarelli  |
|    | Italia (bandiera) | P     | Antonio Vettore      |
|    | Italia (bandiera) | D     | Maurizio Vincioni    |

## Risultati

### Campionato

#### Girone di andata
| Ancona 11 settembre 1988 1ª giornata | Ancona         | 0 – 0 | Bari | Stadio Dorico\| Arbitro: \| Luci (Firenze) \| |
| Arbitro:                             | Luci (Firenze) |       |      |                                               |

| Arbitro: | Coppetelli (Tivoli) |

|            |           |            |
| Ermini 34’ | Marcatori | 15’ Brondi |

| Arbitro: | Nicchi (Arezzo) |

|  |           |                                   |
|  | Marcatori | 51’ Onorati 81’ (rig.) Quaggiotto |

| Arbitro: | Piana (Modena) |

|                |           |  |
| G. Roselli 43’ | Marcatori |  |

| Arbitro: | Quartuccio (Torre Annunziata) |

|           |           |                    |
| Brondi 3’ | Marcatori | 81’ (rig.) Cinello |

| Arbitro: | Monni (Sassari) |

|                                   |           |                                   |
| Cambiaghi 27’ Vincioni 42’ (aut.) | Marcatori | 5’ Brondi 29’ Cangini 57’ M. Neri |

| Arbitro: | Calabretta (Catanzaro) |

|             |           |  |
| M. Neri 88’ | Marcatori |  |

| Arbitro: | Satariano (Palermo) |

|             |           |             |
| Marulla 87’ | Marcatori | 47’ Lentini |

| Arbitro: | Bailo (Novi Ligure) |

|              |           |           |
| Bruniera 43’ | Marcatori | 59’ Zanin |

| Arbitro: | Sanguineti (Chiavari) |

|                         |           |                            |
| A. Melli 8’ Minotti 76’ | Marcatori | 49’ Deogratias 69’ Lentini |

| Arbitro: | Acri (Novi Ligure) |

|                                                 |           |             |
| Catalano 42’ Ceramicola 43’ (aut.) De Vitis 90’ | Marcatori | 21’ Fontana |

| Ancona 27 novembre 1988 12ª giornata | Ancona                 | 0 – 0 | Brescia | Stadio Dorico\| Arbitro: \| Calabretta (Catanzaro) \| |
| Arbitro:                             | Calabretta (Catanzaro) |       |         |                                                       |

| Arbitro: | Monni (Sassari) |

|                                 |           |                                |
| Mileti 88’ (rig.) Colasante 90’ | Marcatori | 16’ Lentini 85’ (rig.) Garlini |

| Ancona 11 dicembre 1988 14ª giornata | Ancona            | 0 – 0 | Catanzaro | Stadio Dorico\| Arbitro: \| Dal Forno (Ivrea) \| |
| Arbitro:                             | Dal Forno (Ivrea) |       |           |                                                  |

| Monza 18 dicembre 1988 15ª giornata | Monza                         | 0 – 0 | Ancona | Stadio Brianteo\| Arbitro: \| Frattin (Castelfranco Veneto) \| |
| Arbitro:                            | Frattin (Castelfranco Veneto) |       |        |                                                                |

| Arbitro: | Acri (Novi Ligure) |

|                |           |  |
| De Martino 84’ | Marcatori |  |

| Arbitro: | Boemo (Cervignano del Friuli) |

|            |           |  |
| Soncin 36’ | Marcatori |  |

| Arbitro: | Guidi (Bologna) |

|                         |           |  |
| Brondi 21’ Vincioni 88’ | Marcatori |  |

| Empoli 22 gennaio 1989 19ª giornata | Empoli                | 0 – 0 | Ancona | Stadio Carlo Castellani\| Arbitro: \| Sanguineti (Chiavari) \| |
| Arbitro:                            | Sanguineti (Chiavari) |       |        |                                                                |

#### Girone di ritorno
| Arbitro: | Nicchi (Arezzo) |

|                                         |           |             |
| Monelli 56’ Maiellaro 83’ Scarafoni 90’ | Marcatori | 39’ Garlini |

| Arbitro: | Beschin (Legnago) |

|                        |           |                |
| De Stefanis 75’ (rig.) | Marcatori | 30’ Ficcadenti |

| Arbitro: | Guidi (Bologna) |

|                 |           |                |
| D. Fontolan 14’ | Marcatori | 76’ De Martino |

| Ancona 26 febbraio 1989 23ª giornata | Ancona         | 0 – 0 | Taranto | Stadio Dorico\| Arbitro: \| Bruni (Arezzo) \| |
| Arbitro:                             | Bruni (Arezzo) |       |         |                                               |

| Cremona 5 marzo 1989 24ª giornata | Cremonese       | 0 – 0 | Ancona | Stadio Giovanni Zini\| Arbitro: \| Boggi (Salerno) \| |
| Arbitro:                          | Boggi (Salerno) |       |        |                                                       |

| Ancona 12 marzo 1989 25ª giornata | Ancona              | 0 – 0 | Messina | Stadio Dorico\| Arbitro: \| Bailo (Novi Ligure) \| |
| Arbitro:                          | Bailo (Novi Ligure) |       |         |                                                    |

| Arbitro: | Iori (Parma) |

|                                     |           |             |
| Ciocci 40’ Simonini 80’ (rig.), 86’ | Marcatori | 44’ Lentini |

| Arbitro: | F. Badas (Trieste) |

|                                       |           |           |
| De Martino 8’ Garlini 31’, 72’ (rig.) | Marcatori | 69’ Bagni |

| Arbitro: | Boggi (Salerno) |

|           |           |                |
| Sasso 85’ | Marcatori | 57’ De Martino |

| Arbitro: | Bruni (Arezzo) |

|                    |           |            |
| Garlini 79’ (rig.) | Marcatori | 30’ Di Già |

| Ancona 16 aprile 1989 30ª giornata | Ancona            | 0 – 0 | Udinese | Stadio Dorico\| Arbitro: \| Dal Forno (Ivrea) \| |
| Arbitro:                           | Dal Forno (Ivrea) |       |         |                                                  |

| Arbitro: | Bailo (Novi Ligure) |

|            |           |  |
| Savino 31’ | Marcatori |  |

| Arbitro: | Piana (Modena) |

|                |           |  |
| Ceramicola 67’ | Marcatori |  |

| Arbitro: | Boemo (Cervignano del Friuli) |

|                                          |           |  |
| Rebonato 28’, 43’ (rig.) De Vincenzo 90’ | Marcatori |  |

| Ancona 21 maggio 1989 34ª giornata | Ancona         | 0 – 0 | Monza | Stadio Dorico\| Arbitro: \| Bruni (Arezzo) \| |
| Arbitro:                           | Bruni (Arezzo) |       |       |                                               |

| Arbitro: | Guidi (Bologna) |

|              |           |                   |
| Taormina 53’ | Marcatori | 58’ (aut.) Gnoffo |

| Ancona 4 giugno 1989 36ª giornata | Ancona              | 0 – 0 | Barletta | Stadio Dorico\| Arbitro: \| Bailo (Novi Ligure) \| |
| Arbitro:                          | Bailo (Novi Ligure) |       |          |                                                    |

| Arbitro: | Bruni (Arezzo) |

|                     |           |              |
| Caneo 68’ Urban 74’ | Marcatori | 58’ Vincioni |

| Ancona 18 giugno 1989 38ª giornata | Ancona              | 0 – 0 | Empoli | Stadio Dorico\| Arbitro: \| Coppetelli (Tivoli) \| |
| Arbitro:                           | Coppetelli (Tivoli) |       |        |                                                    |

### Coppa Italia

#### Prima fase 6º girone
| Arbitro: | Dal Forno (Ivrea) |

|             |           |                        |
| Cangini 53’ | Marcatori | 21’ Been 23’ Lucarelli |

| Savona 24 agosto 1988 2ª giornata | Genoa           | 0 – 0 | Ancona | Stadio Valerio Bacigalupo\| Arbitro: \| Guidi (Bologna) \| |
| Arbitro:                          | Guidi (Bologna) |       |        |                                                            |

| Arbitro: | Boemo (Cervignano del Friuli) |

|             |           |  |
| Cangini 14’ | Marcatori |  |

| Arbitro: | Di Cola (Avezzano) |

|  |           |                  |
|  | Marcatori | 60’, 90’ M. Neri |

| Arbitro: | Agnolin (Bassano del Grappa) |

|  |           |                   |
|  | Marcatori | 51’ (rig.) Baggio |

#### Seconda fase 3º girone
| Arbitro: | Amendolia (Messina) |

|         |           |                |
| Tita 1’ | Marcatori | 46’ Ceramicola |

| Arbitro: | Magni (Bergamo) |

|                |           |  |
| Spigarelli 78’ | Marcatori |  |

| Arbitro: | Longhi (Roma) |

|                 |           |            |
| Been 78’ (rig.) | Marcatori | 31’ Brondi |

## Statistiche

### Statistiche di squadra
| Competizione | Punti | In casa | In casa | In casa | In casa | In casa | In casa | In trasferta | In trasferta | In trasferta | In trasferta | In trasferta | In trasferta | Totale | Totale | Totale | Totale | Totale | Totale | DR |
| Competizione | Punti | G       | V       | N       | P       | Gf      | Gs      | G            | V            | N            | P            | Gf           | Gs           | G      | V      | N      | P      | Gf     | Gs     | DR |
| ------------ | ----- | ------- | ------- | ------- | ------- | ------- | ------- | ------------ | ------------ | ------------ | ------------ | ------------ | ------------ | ------ | ------ | ------ | ------ | ------ | ------ | -- |
| Serie B      | 35    | 19      | 5       | 13      | 1       | 12      | 7       | 19           | 1            | 10           | 8            | 16           | 28           | 38     | 6      | 23     | 9      | 28     | 35     | -7 |
| Coppa Italia |       | 4       | 2       | 0       | 2       | 3       | 3       | 4            | 1            | 3            | 0            | 4            | 2            | 8      | 3      | 3      | 2      | 7      | 5      | +2 |
| Totale       |       | 23      | 7       | 13      | 3       | 15      | 10      | 23           | 2            | 13           | 8            | 20           | 30           | 46     | 9      | 26     | 11     | 35     | 40     | -5 |

### Statistiche dei giocatori
| Giocatore      | Serie B  | Serie B | Serie B     | Serie B    | Coppa Italia | Coppa Italia | Coppa Italia | Coppa Italia | Totale   | Totale | Totale      | Totale     |
| Giocatore      | Presenze | Reti    | Ammonizioni | Espulsioni | Presenze     | Reti         | Ammonizioni  | Espulsioni   | Presenze | Reti   | Ammonizioni | Espulsioni |
| -------------- | -------- | ------- | ----------- | ---------- | ------------ | ------------ | ------------ | ------------ | -------- | ------ | ----------- | ---------- |
| S. Brondi      | 32       | 4       | ?           | ?          | ?            | ?            | ?            | ?            | 32+      | 4+     | ?           | ?          |
| A. Bruniera    | 33       | 1       | ?           | ?          | ?            | ?            | ?            | ?            | 33+      | 1+     | ?           | ?          |
| S. Cangini     | 12       | 1       | ?           | ?          | ?            | ?            | ?            | ?            | 12+      | 1+     | ?           | ?          |
| G. Ceramicola  | 35       | 1       | ?           | ?          | ?            | ?            | ?            | ?            | 35+      | 1+     | ?           | ?          |
| F. Cucchi      | 16       | 0       | ?           | ?          | ?            | ?            | ?            | ?            | 16+      | 0+     | ?           | ?          |
| G. De Martino  | 23       | 4       | ?           | ?          | ?            | ?            | ?            | ?            | 23+      | 4+     | ?           | ?          |
| G. Deogratias  | 18       | 1       | ?           | ?          | ?            | ?            | ?            | ?            | 18+      | 1+     | ?           | ?          |
| M. De Stefanis | 29       | 1       | ?           | ?          | ?            | ?            | ?            | ?            | 29+      | 1+     | ?           | ?          |
| D. Donà        | 31       | 0       | ?           | ?          | ?            | ?            | ?            | ?            | 31+      | 0+     | ?           | ?          |
| L. Evangelisti | 35       | 0       | ?           | ?          | ?            | ?            | ?            | ?            | 35+      | 0+     | ?           | ?          |
| S. Fontana     | 36       | 1       | ?           | ?          | ?            | ?            | ?            | ?            | 36+      | 1+     | ?           | ?          |
| M. Gadda       | 29       | 0       | ?           | ?          | ?            | ?            | ?            | ?            | 29+      | 0+     | ?           | ?          |
| O. Garlini     | 23       | 5       | ?           | ?          | ?            | ?            | ?            | ?            | 23+      | 5+     | ?           | ?          |
| G. Lentini     | 37       | 4       | ?           | ?          | ?            | ?            | ?            | ?            | 37+      | 4+     | ?           | ?          |
| D. Marsan      | 4        | 0       | ?           | ?          | ?            | ?            | ?            | ?            | 4+       | 0+     | ?           | ?          |
| M. Neri        | 7        | 2       | ?           | ?          | ?            | ?            | ?            | ?            | 7+       | 2+     | ?           | ?          |
| G. Piagnerelli | 2        | -2      | ?           | ?          | ?            | ?            | ?            | ?            | 2+       | -2+    | ?           | ?          |
| M. Spigarelli  | 11       | 0       | ?           | ?          | ?            | ?            | ?            | ?            | 11+      | 0+     | ?           | ?          |
| A. Vettore     | 36       | -33     | ?           | ?          | ?            | ?            | ?            | ?            | 36+      | -33+   | ?           | ?          |
| M. Vincioni    | 35       | 2       | ?           | ?          | ?            | ?            | ?            | ?            | 35+      | 2+     | ?           | ?          |